# Med kongeparret i Grønland
|  | Denne artikel er oprettet af botten PalnaBot ud fra en ekstern database. Den kan derfor have sproglige fejl eller mangler. Denne skabelon kan fjernes efter kontrol af indholdet. |

Med kongeparret i Grønland er en film med ukendt instruktør.

## Handling
Kongeparrets afrejse fra København, sejler forbi Kronborg og ankommer senere til Færinge havn og til Godthåb. Godthåbsfjorden, Sukkertoppen og Egedesminde ses. På rulle 2 ses Diskobugtens isfjelde, rejefiskeri, modtagelse af Kong Frederik IX og Dr. Ingrid i Umanak, Godhavn og Holsteinsborg. Kryolitbruddet i Ivigtut, gennem storisen til Julianehåb. Dr. Ingrids afrejse fra Narssarsuak med fly - Kongen sejler hjem.